# Cheilosia asiomontana
Cheilosia asiomontana är en tvåvingeart som beskrevs av Peck 1971. Cheilosia asiomontana ingår i släktet örtblomflugor, och familjen blomflugor. Inga underarter finns listade i Catalogue of Life.